# یوگه
یوگه (انگلیسی: yuga)، در اساطیر هندو به دورهٔ افسانه‌ای زمان، به یک روز برهما یا به هزار یوگه، یک دورهٔ چهار هزار ساله، برابر با چهار میلیون و سیصد و بیست هزار سال فانیان که به اندازهٔ قدمت دنیا است گفته می‌شود.

## دوره‌های آفرینش در اساطیر هندو
چهار میلیون و سیصد و بیست هزار سال خورشیدی، برابر با ۱۲۰۰۰ سالِ الهی است. در اساطیر هندو، چهار دورهٔ زمان، یا چهار عصر جهان هستی است، که سه دورهٔ:
1. کرته (ساتیا یوگا، کریتایوگا)
2. ترته (تِرتایوگا)
3. دواپاره (دواپارایوگا)

سپری شده‌است و دورهٔ چهارم یا کالی یوگا عصر حاضر است. مجموع چهار دوره روی هم چهار میلیون و سیصد و بیست هزار سال است که به مهایوگه موسوم است.